# Grigory Petrovich Kotov
Grigory Petrovich Kotov (tiếng Nga: Григорий Петрович Котов; 21 tháng 10 năm 1902 – 7 tháng 11 năm 1944) là một trung tướng Hồng quân trong Chiến tranh Vệ quốc Vĩ đại. Ngày 7 tháng 11 năm 1944, ông bị thiệt mạng do cuộc không kích nhầm của không quân Mỹ trong sự kiện Niš.

## Cuộc sống và giai đoạn đầu binh nghiệp
Grigory Petrovich Kotov sinh ngày 21 tháng 10 năm 1902 tại làng Khavertovo, Mikhaylovsky Uyezd, Tỉnh Ryazan, dân tộc Nga. Trong Nội chiến Nga, ông gia nhập Hồng quân tháng 1 năm 1919 và được điều đến đại đội địa phương của Trung đoàn Ryazan. Tham gia Khóa học súng máy số 1 tại Moskva vào tháng 12 năm đó, Kotov tốt nghiệp vào tháng 5 năm 1921, được cử giữ chức chỉ huy đội súng máy trong Trung đoàn đặc nhiệm số 1 và số 2 thuộc Sư đoàn Kharkov số 1, chiến đấu ở Mặt trận phía Nam.
Sau khi chiến tranh kết thúc, từ tháng 11, ông được cử giữ chức chỉ huy một trung đội rồi một đại đội thuộc Đại đội biệt kích số 51 của ChON ở Mikhaylov. Bị cách chức chỉ huy vào tháng 11, ông được phục chức chỉ huy đại đội vào tháng 1 năm 1922 với Tiểu đoàn 20 của ChON ở tỉnh Ryazan. Từ tháng 2 năm 1923, ông chỉ huy một trung đội trong Trung đoàn đặc nhiệm số 1 Moskva, và từ tháng 4 năm 1924 là trợ lý chỉ huy Đại đội đặc nhiệm số 3 ở Volokolamsk, sau đó chỉ huy Đại đội đặc nhiệm số 108 Mozhaysk và một đại đội thuộc Tiểu đoàn đặc nhiệm Sokolniki số 4 ở Moskva. Từ tháng 9 năm 1924, ông giữ chức trợ lý chỉ huy Đại đội Vệ binh Bogorodsk.
Tháng 5 năm 1925, ông được chuyển trở lại Hồng quân, phục vụ tại Trung đoàn súng trường 241 thuộc Sư đoàn súng trường 81 ở Kaluga với tư cách là trợ lý chỉ huy đại đội rồi chỉ huy đại đội. Tháng 9 năm 1926, ông được cử đi tham gia khóa bồi dưỡng dành cho cán bộ chỉ huy tại Trường Bộ binh Moskva. Sau khi tốt nghiệp năm 1927, ông được điều đến Trung đoàn Dự bị Lãnh thổ Vyatka số 2, giữ chức vụ chỉ huy các đại đội súng trường và súng máy. Từ tháng 11 năm 1928, ông giữ chức vụ giảng viên cao cấp tại cơ quan hành chính của quận Vyatka. Từ tháng 1 năm 1931, ông được bổ nhiệm làm tiểu đoàn trưởng trong Trung đoàn súng trường số 54 thuộc Sư đoàn súng trường số 18 tại Rostov.
Kotov vào Học viện Quân sự Frunze vào tháng 5 năm 1932, và sau khi tốt nghiệp vào tháng 5 năm 1936 được cử đến trụ sở của Tập đoàn quân đặc biệt Cờ đỏ Viễn Đông, nơi ông giữ chức trợ lý rồi trưởng Ban 1, Phòng 1. Từ tháng 5 năm 1938, ông tạm thời giữ chức vụ trưởng phòng 1 (tác chiến) của Bộ tư lệnh Phương diện quân Viễn Đông. Tuy nhiên, đến tháng 7, Kotov bị cách chức, sau đó ông trở thành sĩ quan phụ trách các nhiệm vụ đặc biệt cho tư lệnh Tập đoàn quân Cờ đỏ số 1. Từ tháng 2 năm 1939, ông giữ chức phó tham mưu trưởng tập đoàn quân. Tháng 7, ông trở thành trưởng phòng tác chiến của bộ tư lệnh cụm lực lượng tiền tuyến và tham gia Chiến dịch Khalkhin-Gol. Từ tháng 12 năm 1939, ông là tham mưu trưởng và là quyền chỉ huy trong thời gian ngắn của Tập đoàn quân số 8 thuộc Phương diện quân Tây Bắc trong Chiến tranh Mùa đông, được trao tặng Huân chương Cờ đỏ vào năm 1940. Tháng 7 năm 1940, ông trở lại bộ tư lệnh Phương diện quân Viễn Đông với tư cách là trưởng phòng tác chiến và phó tham mưu trưởng phương diện quân. Từ tháng 3 năm 1941, Đại tá Kotov được điều động làm giảng viên chiến thuật tại Học viện Quân sự Frunze.

## Chiến tranh Vệ quốc vĩ đại
Sau khi Chiến dịch Barbarossa nổ ra, Kotov vẫn tiếp tục phục vụ tại học viện. Mãi đến ngày 30 tháng 9 năm 1941, ông mới được bổ nhiệm làm chỉ huy Sư đoàn bộ binh số 163 thuộc Tập đoàn quân số 34, Phương diện quân Tây Bắc, chỉ huy sư đoàn này trong các trận chiến phòng thủ gần Staraya Russa. Dưới áp lực của lực lượng Đức vượt trội, sư đoàn này đã rút lui về các vị trí phía đông Demyansk. Tháng 1 năm 1942, sư đoàn này chuyển sang thế tấn công và phối hợp với Quân đoàn súng trường cận vệ số 1 tham gia vào các cuộc tấn công bao vây lực lượng Đức trong túi Demyansk. Từ tháng 2, ông giữ chức vụ tham mưu trưởng Tập đoàn quân số 51 của Phương diện quân Krym, đơn vị đã rút lui về phía Kerch trong cuộc tấn công của Đức trong Trận chiến Bán đảo Kerch.
Ngày 11 tháng 5, tư lệnh Tập đoàn quân số 51 Vladimir Lvov bị thiệt mạng trong một cuộc không kích của Đức vào sở chỉ huy tập đoàn quân, Kotov đã thay thế quyền chỉ huy tập đoàn quân. Trước sức tiến công mau lẹ của quân Đức, sự hỗn loạn đã xảy ra ở cấp chỉ huy cấp cao: trong báo cáo của mình, Kotov đã viết cho đại diện của Stavka là Lev Mekhlis rằng "hội đồng quân sự tập đoàn quân không có kế hoạch và chỉ thị nào từ phương diện quân về các hoạt động tiếp theo". Trên thực tế, phương diện quân đã soạn thảo lệnh rút quân về Phòng tuyến Thổ Nhĩ Kỳ, nhưng lệnh này chỉ được ban hành muộn. Vào ngày 11 tháng 5, tập đoàn quân đã cố gắng giải thoát ba sư đoàn của mình khỏi vòng vây một phần, điều này đạt được là nhờ "chủ nghĩa anh hùng phi thường" của Sư đoàn bộ binh số 77 và sự kiên cường của lực lượng còn lại thuộc lữ đoàn xe tăng của tập đoàn quân, như Kotov đã mô tả sự kiện trong báo cáo của mình gửi cho Mekhlis. Ông báo cáo rằng Sư đoàn bộ binh 390 ở tuyến ngoài của vòng vây chạy từ phía trước. Trong khi Tập đoàn quân số 51 chiến đấu bao vây khu vực Ak-Monay, quân Đức đã phá vỡ được tuyến phòng thủ Thổ Nhĩ Kỳ. Ngày 12 tháng 5, lệnh rút lui về Phòng tuyến Thổ Nhĩ Kỳ đã được chính thức ban hành và Mekhlis đã chỉ thị cụ thể cho Kotov rằng mục tiêu chính của cuộc rút lui không phải là tham gia vào cuộc chiến mà là "bảo toàn nhân sự và trang thiết bị và đến được Phòng tuyến Thổ Nhĩ Kỳ kịp thời". Nỗ lực này đã không thành công trong việc cứu vãn tình hình và phần lớn Tập đoàn quân 51 đã bị giết hoặc bị bắt làm tù binh. Kotov đã tổ chức cuộc di tản vào ngày 17 tháng 5 cho tàn quân của tập đoàn quân, với số lượng ít nhất là 6.000 người, qua eo biển Kerch đến Bắc Kavkaz.

### Phòng thủ Novorossiysk
Vào ngày 29 tháng 5, Kotov nắm quyền chỉ huy Tập đoàn quân 47, được sơ tán đến Kuban sau những tổn thất nặng nề ở Kerch và được chuyển thuộc Phương diện quân Bắc Kavkaz. Tập đoàn quân được giao nhiệm vụ bảo vệ Bán đảo Taman ở bờ biển phía đông Biển Azov trước cuộc tấn công từ Krym. Sau khi Krasnodar thất thủ vào giữa tháng 8 trong trận Kavkaz, Tập đoàn quân 47 đã rút lui về phía đông để bảo vệ thành phố cảng và căn cứ hải quân của Hạm đội Biển Đen ở Novorossiysk, trong khi Tập đoàn quân 56 ở gần đó rút lui về phía nam hướng tới phía tây Kavkaz. Điều này khiến Tập đoàn quân 47 bị cô lập trong khu vực Novorossiysk, nơi mà Stavka quyết định sẽ cố thủ bằng mọi giá. Kotov được giao chỉ huy Khu phòng thủ Novorossiysk vào ngày 18 tháng 8, chịu trách nhiệm Bán đảo Taman và Novorossiysk. Khu vực này kết hợp các tàu của Hạm đội Azov, lực lượng bộ binh hải quân và Tập đoàn quân số 47, thống nhất một quyền chỉ huy, với tổng cộng 15.000 người. 
Ngày hôm sau, quân Đức và Romania thuộc Cụm quân Ruoff bắt đầu tiến về Novorossiysk, nơi Krymsk bị tấn công. Kotov triển khai một lữ đoàn và tiểu đoàn xe tăng để bảo vệ khu vực, nhưng những đơn vị này đã buộc phải rút lui về các vị trí cách Novorossiysk 7 km về phía bắc vào ngày 21 tháng 8. Hai ngày sau khi chiếm được tiền đồn Neberdzhaevskaya, quân Đức đã di chuyển vào tầm bắn pháo binh của cảng. Vào cuối tháng 8, Kotov thành lập một lữ đoàn và tiểu đoàn súng trường hải quân mới gồm các thủy thủ để bảo vệ cảng. Để tăng cường cho Novorossiysk, Kotov bắt đầu rút quân bảo vệ Bán đảo Taman. Để duy trì thế phòng thủ mạnh mẽ tại cảng, Kotov đã ra lệnh cho Sư đoàn bộ binh số 77 tiến hành một cuộc phản công đẫm máu vào ngày 25 tháng 8 để chiếm lại trạm Neberdzhayevskaya. Quân đội Đức tiếp tục tiến quân vào ngày 29 tháng 8 và đạt được những bước tiến nhỏ, trong khi quân Romania tiến vào Anapa đã cắt đứt lực lượng bộ binh hải quân bảo vệ Bán đảo Taman, buộc họ phải di tản bằng đường biển. Do tình hình ngày càng xấu đi, lệnh của Kotov bảo vệ Novorossiysk "bằng mọi giá" được lặp lại vào ngày 30 tháng 8, và Tập đoàn quân 47 được tăng cường thêm một lữ đoàn và sư đoàn súng trường khác, cùng các đơn vị bộ binh hải quân nhỏ hơn vào ngày 1 tháng 9. Nó được giao nhiệm vụ giữ vững tuyến phòng thủ ở phía bắc Novorossiysk qua Neberdzhayevskaya và Verkhnebakansky.
Cuộc tấn công cuối cùng của Đức với ba sư đoàn vào thành phố bắt đầu vào ngày 1 tháng 9. Quân phòng thủ Liên Xô ở trục Neberdzhayevskaya và Verkhnebakansky đã bị bao vây, nhưng phần lớn đã thoát được. Giao tranh ác liệt vẫn tiếp diễn trên các tuyến đường tiếp cận thành phố, trong khi đại diện của Stavka Lavrentiy Beria, tư lệnh phương diện quân Ivan Tyulenev và tham mưu trưởng phương diện quân Pavel Bodin đến thành phố vào ngày 5 tháng 9. Họ bãi nhiệm Kotov khỏi vị trí chỉ huy và thay thế ông bằng Andrei Grechko. Trong báo cáo của mình, Beria, Tyulenev và Bodin mô tả Kotov đã trở nên "quá căng thẳng và mất bình tĩnh, mất đi lòng tin của những người đang tham gia phòng thủ", và không thể "có sự lãnh đạo tốt do tình trạng sức khỏe của mình". Trong hồi ức sau này về trận chiến Kavkaz, Grechko đã viết rằng Kotov và sở chỉ huy của ông "không thể thiết lập liên lạc với các đơn vị tiền tuyến và không huy động được toàn bộ binh lực để đẩy lùi kẻ thù." Hai ngày sau khi được tăng cường, bộ binh Đức đã chiếm được các cơ sở cảng của thành phố và đến ngày 10 tháng 9, thành phố đã bị chiếm đóng hoàn toàn, nhưng quân Đức không thể tiến xa về phía nam trong Trận chiến Kavkaz. Mặc dù cảng đã bị mất, nhưng việc phòng thủ kéo dài của nó đã chuyển hướng Cụm quân Ruoff khỏi hướng tiến tới vùng dầu mỏ chiến lược hơn ở Kavkaz.
Kotov không được giao nhiệm vụ cho đến khi ông trở thành phó tư lệnh Tập đoàn quân 44 thuộc Cụm quân Bắc của Phương diện quân Zakavkaz vào tháng 10. Tập đoàn quân đã chiến đấu trong những trận phòng thủ liên tục trên tuyến từ cửa sông Terek đến Gudermes . Vào tháng 12, Kotov chỉ huy một cuộc phản công đẩy lùi quân Đức khỏi khu vực phía bắc Mozdok. Từ tháng 1 năm 1943, ông giữ chức phó tư lệnh Tập đoàn quân số 58 của Phương diện quân Bắc Kavkaz. Vì thành tích của mình với tư cách là phó tư lệnh Tập đoàn quân 58 trong cuộc phản công vào đầu năm 1943 ở Bắc Kavkaz, Kotov đã được trao tặng Huân chương Cờ đỏ vào ngày 1 tháng 4 năm 1943.
Vào tháng 4, Kotov được điều động làm phó tư lệnhTập đoàn quân 46, khi đó thuộc lực lượng dự bị của Stavka, được chuyển đến Quân khu Thảo nguyên vào ngày 15 tháng 4 và sau đó là Phương diện quân Tây Nam (từ tháng 10 là Phương diện quân Ukraina 3).
Từ tháng 12, Kotov chỉ huy Quân đoàn súng trường cận vệ số 6 của Phương diện quân Ukraina số 3, đơn vị do ông chỉ huy trong cuộc tấn công Nikopol–Krivoi Rog, trong cuộc tấn công này, quân đoàn đã tham gia giải phóng Krivoi Rog vào ngày 22 tháng 2, cuộc tấn công Bereznegovatoye–Snigirevka, cuộc tấn công Odessa, cuộc tấn công Jassy–Kishinev lần thứ hai và cuộc chiếm đóng Bulgaria. Ngày 13 tháng 9 năm 1944, ông được thăng hàm Trung tướng. Đầu tháng 11, trong cuộc tấn công Belgrade, quân đoàn được chuyển thuộc Tập đoàn quân số 57 để chuẩn bị tiến vào miền nam Hungary. Ngày 7 tháng 11 năm 1944, trong khi cùng đơn vị hành quân đến sông Danube để hội quân với tập đoàn quân, Kotov đã bị thiệt mạng trong một vụ không kích nhầm bởi máy bay chiến đấu Mỹ vào chỉ huy sở quân đoàn ở khu vực Niš, sự việc mà về sau gọi là sự kiện Niš. Thi hài của Kotov được đưa về chôn cất tại Odessa.

## Lược sử quân hàm
- Trung đoàn trưởng (1935)
- Đại tá (1940)
- Thiếu tướng (30/05/1942)
- Trung tướng (13/09/1944)

## Giải thưởng
- Huân chương Cờ đỏ (3)
- Huân chương Suvorov, hạng Nhì
- Huân chương Kutuzov, hạng Nhì
- Huân chương Bogdan Khmelnitsky, hạng Nhì
- Huân chương Chiến tranh vệ quốc hạng Nhất
- Huân chương Sao đỏ